# Born in the U.S.A. (nummer)
Born in the U.S.A. is een nummer van de Amerikaanse rockzanger Bruce Springsteen. Het is de derde single van zijn zeer succesvolle gelijknamige, zevende studioalbum uit 1984. Op 30 oktober 1984 werd het nummer in de Verenigde Staten en Canada op single uitgebracht en in februari 1985 in Europa, Oceanië en Japan.
Het is een van de bekendste nummers van Springsteen. Het wordt regelmatig verkeerd geïnterpreteerd als een ode aan de Verenigde Staten en euforie over het Amerikaans zijn. Het gaat in werkelijkheid over de Vietnamoorlog, Amerikaanse Vietnam-veteranen en hun moeite terug te keren in de Amerikaanse maatschappij. Aanvankelijk zou het nummer dan ook Vietnam heten. 

## Achtergrond
De plaat werd wereldwijd een hit en bereikte in Springsteens' thuisland de Verenigde Staten de 9e positie in de Billboard Hot 100. In Canada werd de 11e positie bereikt, in Australië de 2e en in het Verenigd Koninkrijk de 5e positie in de UK Singles Chart. In Ierland en Nieuw-Zeeland werd zelfs de nummer 1-positie bereikt.
In Nederland was de plaat op vrijdag 21 juni 1985 Veronica Alarmschijf op Hilversum 3 en werd een grote hit in de destijds drie hitlijsten op de nationale publieke popzender. De plaat bereikte de 10e positie in de Nederlandse Top 40, de 11e positie in de TROS Top 50 en de 5e positie in de Nationale Hitparade. In de Europese hitlijst op Hilversum 3, de TROS Europarade, werd géén notering behaald.
In België bereikte de plaat de 8e positie in de Vlaamse Radio 2 Top 30 en de 9e positie in de voorloper van de Vlaamse Ultratop 50.

## NPO Radio 2 Top 2000
| Nummer met noteringen in de NPO Radio 2 Top 2000 | '99 | '00 | '01 | '02 | '03 | '04 | '05 | '06 | '07 | '08 | '09 | '10 | '11 | '12 | '13 | '14 | '15 | '16 | '17 | '18 | '19 | '20 | '21 | '22 | '23 | '24 |
| ------------------------------------------------ | --- | --- | --- | --- | --- | --- | --- | --- | --- | --- | --- | --- | --- | --- | --- | --- | --- | --- | --- | --- | --- | --- | --- | --- | --- | --- |
| Born in the U.S.A.                               | 119 | 158 | 122 | 111 | 214 | 183 | 254 | 282 | 258 | 214 | 293 | 266 | 249 | 273 | 309 | 489 | 489 | 389 | 466 | 417 | 397 | 420 | 421 | 438 | 444 | 576 |

1. ↑  Een vetgedrukt getal geeft de hoogste notering aan.

E Street Band: Bruce Springsteen · Roy Bittan · Nils Lofgren · Patti Scialfa · Garry Tallent · Steven Van Zandt · Max Weinberg
Jake Clemons · Charles Giordano · Soozie Tyrell
Voormalige leden: Ernest Carter · Clarence Clemons · Danny Federici · Vini Lopez · David Sancious
Voormalige tourmuzikanten:
Everett Bradley · Barry Danielian · Clark Gayton · Curtis King · Suki Lahav · Ed Manion · The Miami Horns · Cindy Mizelle · Michelle Moore · Tom Morello · Curt Ramm · Jay Weinberg